# Mats Ericson (musiker)
Mats Ingemar Ericson, född 26 januari 1945 i Västerås domkyrkoförsamling, Västmanlands län, är en svensk organist.

## Biografi
Ericson har avlagt kyrkomusikalisk examina samt erhållit diplom i orgelspelning vid Musikhögskolan i Stockholm med Gotthard Arnér som lärare. Efter fortsatta studier för Marie-Claire Alain och Jean Langlais i Paris avlade han där diplomexamen vid den av Alexandre Guilmant grundade Schola Cantorum. Ericson var 1973-1992 organist i Högalidskyrkan i Stockholm och därefter domkyrkoorganist i Västerås. Han ansvarade för orgeln i Stockholms stadshus under många år, där han medverkat vid ett flertal Nobelhögtidligheter. Han har konserterat över hela Europa och i Taiwan.
Ericson har erhållit Gottard Arnérs stipendium för orgelkonstens främjande. År 2009 erhöll han Stockholms stads hedersutmärkelse S:t Eriksmedaljen.